# Uomini da marciapiede
Uomini da marciapiede è un film del 2023 scritto, diretto ed interpretato da Francesco Albanese.

## Distribuzione
Il film è stato distribuito nelle sale cinematografiche italiane a partire dal 7 settembre 2023.